# Paulina Porizkova
Pavlína Pořízková, później Paulina Porizkova-Ocasek (ur. 9 kwietnia 1965 w Prościejowie) – czesko-amerykańska modelka i aktorka. W 1990 i 1992 magazyn „People” wybrał ją jako jedną z 50 najpiękniejszych osób na świecie, a „Harper’s Bazaar” nazwał ją jedną z dziesięciu najpiękniejszych kobiet 1992. W wieku 18 lat Porizkova była najmłodszą modelką, która w 1984 trafiła na okładkę „Sports Illustrated Swimsuit Edition”.

## Życiorys

### Wczesne lata
Urodziła się w Prościejowie, w Czechosłowacji. Była w okresie poniemowlęcym mając trzy lata, gdy w 1968 jej rodzice, Anna Pořízková i Jiří Pořízka, opuścili kraj, uciekając przed inwazją Układu Warszawskiego, przeprowadzając się do Lund w Szwecji. W Prościejowie wychowywała ją babcia. Władze Czechosłowacji nie pozwoliły na to, by później Paulina Porizkova została wywieziona. Walka o Paulinę była szeroko komentowana w szwedzkiej prasie, czyniąc ją cause célèbre. 
Po nieudanej próbie ratowania, w której jej ciężarna matka została zatrzymana przez policję krajową, międzynarodowe naciski polityczne doprowadziły Olofa Palme do nakłonienia władzy komunistycznej, aby po siedmiu latach rodzina mogła się wreszcie połączyć. W 1972 w Czechosłowacji w czasie aresztu domowego matki urodził się Jáchym Pořízek. Paulina uzyskała wkrótce szwedzkie obywatelstwo. Połączenie rodziny nie trwało jednak zbyt długo, gdy jej rodzice złożyli pozew o rozwód; ojciec opuścił rodzinę i odmówił wypłaty alimentów Paulinie i jej młodszemu bratu. 
Po rozwodzie rodziców, Paulina i jej młodszy brat, musieli się sobą opiekować; w tym trudnym okresie zdarzało im się kraść chleb, aby przeżyć. Jej matka, położna, wyszła ponownie za mąż i od 2010 służyła w organizacji pozarządowej Korpus Pokoju (Peace Corps) w Ugandzie.

### Kariera

#### Modeling
W 1980 przyjaciel Pauliny, aspirujący fotograf, zrobił jej zdjęcia i wysłał je do agencji Elite Model Management w Paryżu, mając nadzieję, że zauważą jego fotograficzne umiejętności. Jednak zamiast pracy fotografa w agencji, prezes Elite, John Casablancas, dostrzegł atrakcyjność Porizkovej i zaproponował jej pracę modelki. Szybko stała się top modelką w Paryżu, a jej sława w Stanach Zjednoczonych rozprzestrzeniła się po tym, kiedy pozowała w kostiumach kąpielowych dla „Sports Illustrated”. W 1984 i 1985 pojawiła się na okładkach „Sports Illustrated Swimsuit Issue”, w lipcu 1985 była na okładce magazynu „New York”,  a w sierpniu 1987 trafiła na okładkę „Playboya”. W 1988 i 1989 jej kalendarze zostały sprzedane w stu tysiącach kopii.
Była obecna w kampaniach reklamowych Chanel, Versace, Hermès, Christian Dior, Óscar de la Renta, Perry Ellis, Laura Biagiotti, Guerlain i Calvin Klein. W 1988 podpisała z firmą produkującą kosmetyki Estée Lauder najwyżej płatny kontrakt, który opiewał na kwotę 6 mln dolarów.
W latach 80. i 90. XX wieku pojawiła się na okładkach wielu magazynów na całym świecie, w tym „Vogue”, „Elle”, „Harper’s Bazaar”, „Self”, „Glamour” czy „Cosmopolitan” w listopadzie 1985 z okazji 20. rocznicy wydania czasopisma. Wystąpiła również w reklamie Sprite’a z serii „Diet Sprite”.
Po urodzeniu dziecka w 1993 mniej czasu poświęcała modelingowi. Szybko jednak podpisała nowy kontrakt z firmą Escada.
W listopadzie 1999 została zaprezentowana na okładce Millennium American „Vogue” jako jedna z „Modern Muses”.
W 2005 zadebiutowała w katalogu Victoria’s Secret.

#### Film
Jako znana modelka agencji Elite wzięła udział w filmie mockumentarnym Portfolio (1983) z Carol Alt, Kelly Emberg, Terry Farrell, Maggie Wheeler i Kelly Lynch. Cztery lata później Jerzy Bogajewicz zaangażował ją i Sally Kirkland do dramatu Anna (1987), zainspirowanego historią spotkania Elżbiety Czyżewskiej i Joanny Pacuły w Stanach Zjednoczonych, gdzie po raz pierwszy wystąpiła w roli aktorskiej jako Krystyna, dostając pozytywne recenzje od magazynu „Vogue”. W komedii kryminalnej Bruce’a Beresforda Jej alibi (1989) u boku Toma Sellecka zagrała postać oskarżonej o morderstwo Niny Lonescu, za którą została nominowana do Złotej Maliny w kategorii najgorsza aktorka (Złota Malina w tej kategorii trafiła do Heather Locklear za występ w Powrocie potwora z bagien).
W surrealistycznym komediodramacie Emira Kusturicy Arizona Dream (1993) z Johnny Deppem i Faye Dunaway zagrała Millie, młodą polską narzeczoną Leo Sweetie (Jerry Lewis). Wraz z Elizabeth Hurley, Elle Macpherson i Evą Herzigovą kandydowała do roli Natalii Simonowy w GoldenEye (1995), którą ostatecznie przyjęła Izabella Scorupco. W filmie sensacyjnym Czwartek (1998) z Thomasem Jane i Aaronem Eckhartem wystąpiła w roli Dallas, byłej kochanki handlarza narkotyków.

#### Telewizja
W 1987 gościła w Saturday Night Live. W 2008 i 2009 była jednym z członków jury w programie Zostań top modelką (America’s Next Top Model), zastępując ikonę mody Twiggy. Wiosną 2007 wystąpiła w amerykańskiej edycji Tańca z gwiazdami, gdzie jej partnerem był Alec Mazo, jednak odpadła jako pierwsza. W styczniu 2010 przyjęła rolę Clarissy w operze mydlanej ABC As the World Turns. Dwa miesiące później pojawiła się w serialu Gotowe na wszystko.
Napisała powieść A Model Summer (2008) i książkę dla dzieci The Adventures of Ralphie the Roach (1992), a także była autorką artykułów dla „The Huffington Post” i „Modelina”.

## Życie prywatne
W 1984 na planie kręcenia teledysku „Drive”, który był reżyserowany przez Timothy’ego Huttona, poznała Rica Ocaska, wokalistę grupy The Cars. Porizkova miała wtedy 19 lat, a Ocasek był już żonaty z Suzanne Ocasek, z którą się rozwiódł w 1988. Porizkova wyszła za mąż za Ocaska 23 sierpnia 1989. Mają dwóch synów: Jonathana Ravena (ur. 4 listopada 1993) i Olivera Oriona (ur. 23 maja 1998). W maju 2018, po 28 latach małżeństwa Porizkovej i Ocaska, doszło do separacji. Ocasek zmarł 15 września 2019 roku.